# Del rosa al amarillo
Del rosa al amarillo, en italiano Dal rosa al giallo es una película española de 1963 cuyo director y guionista es Manuel Summers. La película está compuesta por dos historias consecutivas e independientes entre sí, y está rodada por completo en blanco y negro.

## Argumento
La cinta consta de dos partes cuyo único nexo es que son historias de amor en los dos extremos de la vida: la infancia y la senectud. 
En la primera historia, que se presenta bajo el epígrafe de «Del rosa...», Guillermo, de doce años, está perdidamente enamorado de Margarita, de trece. Ambos pertenecen a la misma pandilla de niños de un barrio acomodado de Madrid. Guillermo sabe por sus amiguitas que a Margarita también le gusta él, y lo confirma jugando a las prendas cuando recibe un beso en la mejilla de Margarita, que había sido retada a besar al niño que más le gustara. Guillermo se pasa el día imaginando historias románticas en las que impresiona a Margarita, descuidando sus estudios. Está preocupado por ser pequeño y reza para crecer deprisa y convertirse en un hombre fornido y velludo digno de ser el novio de Margarita. Al llegar el verano se tienen que separar porque Margarita se va con sus padres a la playa y a él lo mandan a un campamento. Guillermo no olvida a Margarita durante este periodo, continúa pensando en ella todo el día y le escribe cartas de amor; pero en cambio Margarita conoce a un chico de 18 años y se hace su novia. Margarita le rompe el corazón a Guillermo cuando se lo dice y le devuelve la pulsera que éste le había regalado. Desconsolado Guillermo borra el nombre de Margarita del corazón que había dibujado en su libro de matemáticas, pero inmediatamente lo vuelve a poner, porque a pesar de todo sigue queriéndola.
La segunda historia, bajo el epígrafe «... al amarillo», trata de una pareja de ancianos, Valentín y Josefa, que viven en un asilo de ancianos ubicado en Toledo. Se quieren en secreto, mandándose cartas de amor a escondidas para que no se enteren las monjas que regentan el asilo. Un día Valentín decide escaparse del asilo y vivir una nueva vida y le pide a Josefa que lo acompañe, pero a Josefa le da miedo, le dice que es una locura y que no irá con él. Valentín dice que él no puede vivir así y que la esperará hasta las dos de la madrugada por si cambia de opinión. La anciana se siente incapaz de acompañarlo y llora la pérdida de su amor, pero a la mañana siguiente comprueba con alegría que Valentín no la ha abandonado y que se ha quedado por ella, al verlo sentado en el banco de siempre en el patio.

## Actores

### Primera historia
- Cristina Galbó - Margarita
- Pedro Díez del Corral - Guillermo

### Segunda historia
- José Vicente Cerrudo - Valentín
- Lina Onesti - Josefa

## Premios
| Categoría                                      | Candidato            | Resultado |
| ---------------------------------------------- | -------------------- | --------- |
| Mejor guion                                    | Del rosa al amarillo | Ganadora  |
| Premio Antonio Barbero al mejor director novel | Manuel Summers       | Ganador   |
| Premio Antonio Barbero a la mejor actriz novel | María Jesús Corchero | Ganadora  |

## Localizaciones de rodaje
Del rosa al amarillo se rodó en las provincias de Toledo y Madrid, en el barrio de Salamanca.